# Huțulca
Huțulca (în ucraineană Гyцyлкa, transliterat Huțulka) este un dans tradițional vechi specific Moldovei. Huțulca este un dans alert, vesel, care se poate dansa atât în horă, cât și în pereche. El este jucat de amatori, de ansambluri de dansuri ca și de alți interpreți de dansuri populare.
Huțulca sau Verhovinca sunt genuri muzicale înrudite cu Kolomiyka, cu o diferență. Ele includ în mod uzual o introducere lirică lentă în 6/8 sau 3/4, urmate de o tipică Kolomiyka.